# Герб комуни Гнуше
Герб комуни Гнуше (швед. Gnosjö kommunvapen) — символ шведської адміністративно-територіальної одиниці місцевого самоврядування комуни Гнуше. 

## Історія
Герб було розроблено для ландскомуни Гнуше у 1954 році.  
Після адміністративно-територіальної реформи, проведеної в Швеції на початку 1970-х років, муніципальні герби стали використовуватися лишень комунами. Цей герб був 1971 року перебраний для нової комуни Гнуше.
Герб комуни офіційно зареєстровано 1976 року.

## Опис (блазон)
У зеленому полі п'ять срібних млинських коліс у три ряди (2:2:1), між ними — по срібній тонкій балці.

## Зміст
Колеса млина символізують п'ять церковних парафій муніципалітету та розвинуті промислові галузі.